# Middle Village (Queens)

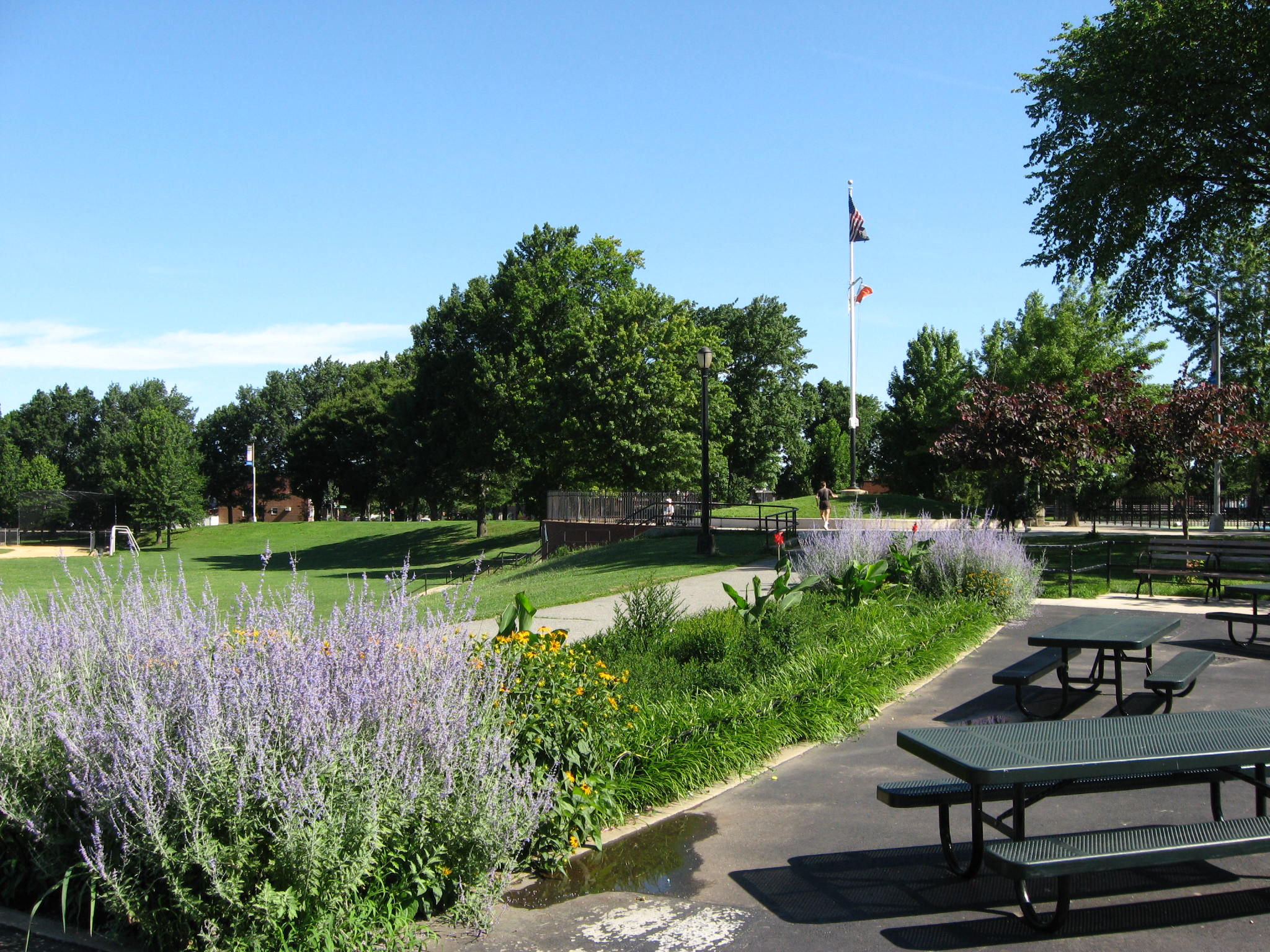
Juniper Valley Park

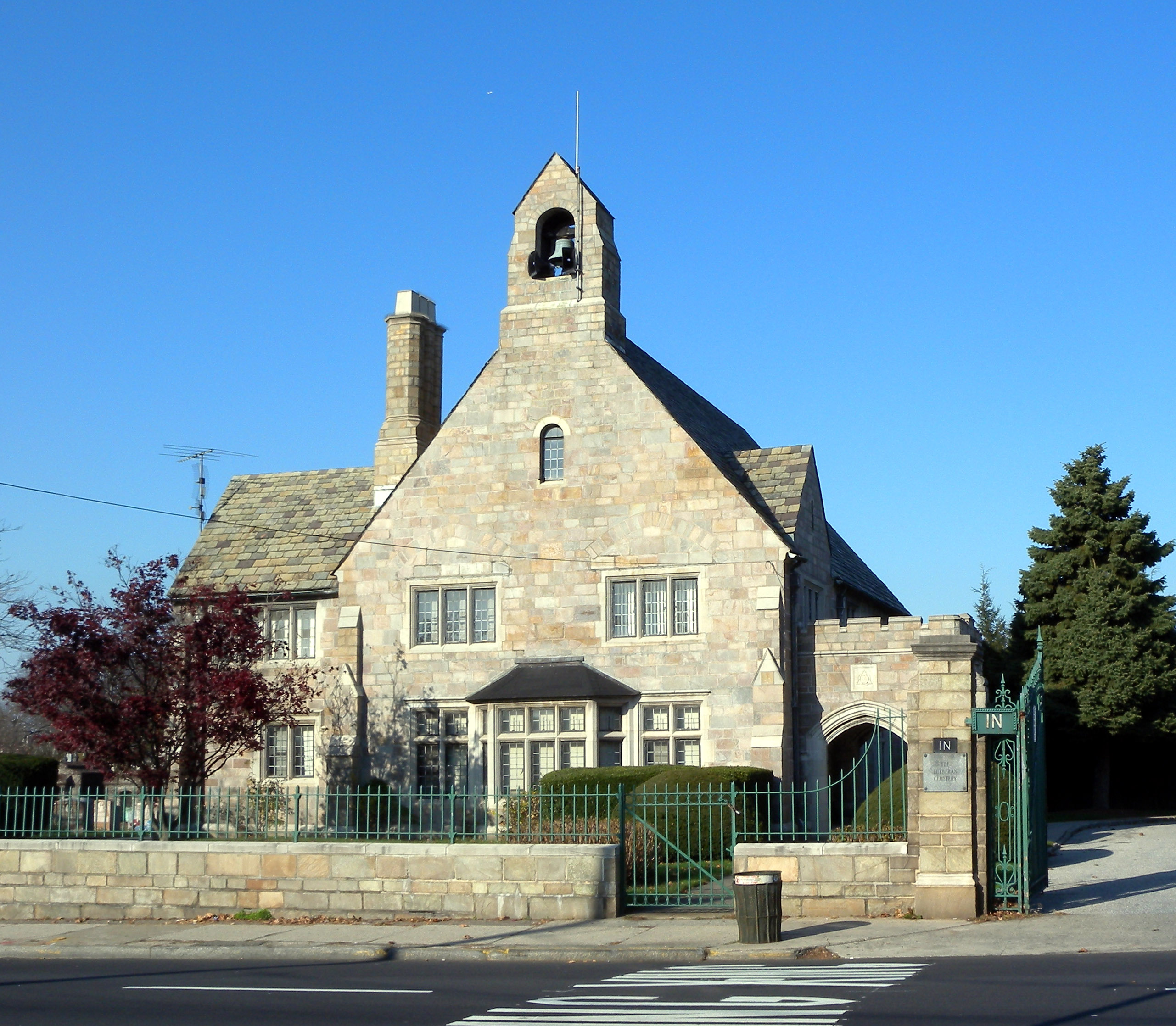
Eingangsgebäude zum lutherischen Friedhof „All Faiths Cemetery“

Middle Village ist ein Stadtviertel im Stadtbezirk (Borough) Queens in New York City, Vereinigte Staaten. Das überwiegend von Wohnhäusern geprägte Viertel ist bekannt für seine ruhige und familienfreundliche Atmosphäre. Im 20. Jahrhundert war es der Wohnort vieler hochrangiger Mitglieder der Mafia.
Middle Village hat laut United States Census von 2020 eine Einwohnerzahl von 39.738. Es ist Teil des Queens Community District 5, hat die Postleitzahl 11379 und gehört zum 104. Bezirk des New Yorker Polizeidepartements. Kommunalpolitisch wird der Stadtteil durch den 29. und den 30. Bezirk des New York City Council vertreten.

## Lage
Middle Village befindet sich im Südwesten von Queens und wird im Norden durch den Long Island Expressway, im Osten durch den Woodhaven Boulevard, im Süden durch die Cooper Avenue und im Westen durch den Mount Olivet Cemetery begrenzt. Benachbarte Stadtteile sind Elmhurst im Norden, Rego Park im Osten, Glendale im Süden, Ridgewood im Südwesten und Maspeth im Westen.  Im Zentrum des Stadtteils liegt der Juniper Valley Park mit Sport- und Spielplätzen sowie Orten zur Erholung.

## Geschichte

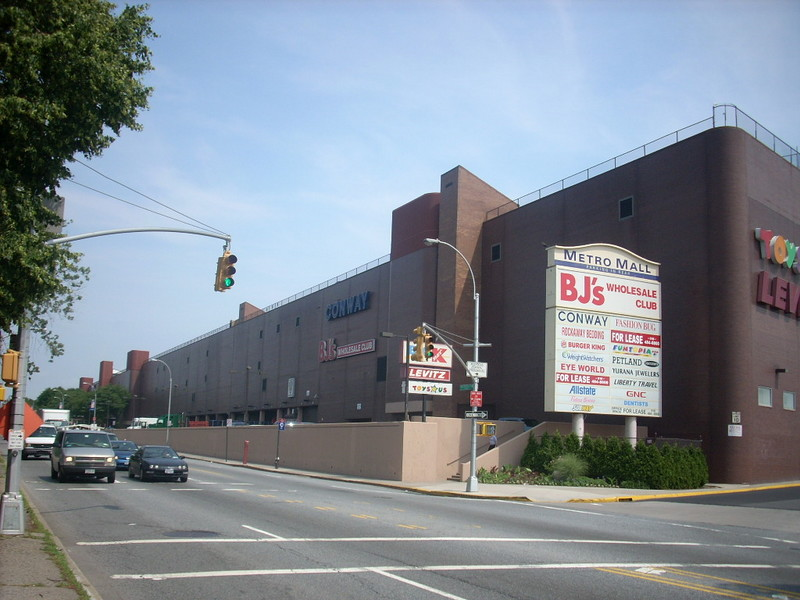
Metro Mall an der Metropolitan Avenue

Das Gebiet war ursprünglich von indigenen Völkern besiedelt und wurde 1816 von englischen Siedlern erschlossen. Während des Amerikanischen Unabhängigkeitskriegs diente das sumpfige Gelände als Versteck für Soldaten. Nach dem Bürgerkrieg ließen sich viele deutsche Einwanderer nieder, was die Entwicklung des Viertels prägte.  Die Eröffnung des St. John Cemetery 1879, der wie weitere Friedhöfe in Queens von der gesamten Stadt New York genutzt wird, führte zu wirtschaftlichem Aufschwung, da Hotels und Geschäfte für Friedhofsbesucher entstanden. In den 1920er Jahren wurde das Viertel durch das Juniper-Valley-Projekt weiterentwickelt, wobei zahlreiche Ein- und Zweifamilienhäuser gebaut wurden.

## Demografie
Im Jahr 2020 konfigurierte das United States Census Bureau die statistischen Zählbezirke (Areas und Tracts) neu. Somit sind die vor 2020 erzielten Daten meist nicht mehr mit den ab 2020 erhobenen Daten vergleichbar, des Weiteren sind die Zählbezirke Neighborhood Tabulations Area (NTA) und Census Tracts meist nicht deckungsgleich mit den genannten Stadtteilgrenzen. Da dies auch im Westteil von Middle Village zutrifft, werden die Census Blocks als kleinste Einheit zur Berechnung verwendet.
Laut Volkszählung von 2020 hatte Middle Village bei 270 Census Blocks 39.738 Einwohner bei einer Einwohnerdichte von 7147 Einwohnern pro km². 2020 lebten hier auf 5,56 km² 24.385 (61,4 %) Weiße, 8523 (21,4 %) Hispanics, 5249 (13,2 %) Asiaten, 515 (1,3 %) Afroamerikaner, 263 (0,7 %) aus anderen Ethnien und 803 (2,0 %) aus zwei oder mehr Ethnien. Die weiße Bevölkerung setzt sich insbesondere aus italienisch-, irisch-, polnisch- und deutschstämmigen Einwohnern zusammen.

## Verkehr

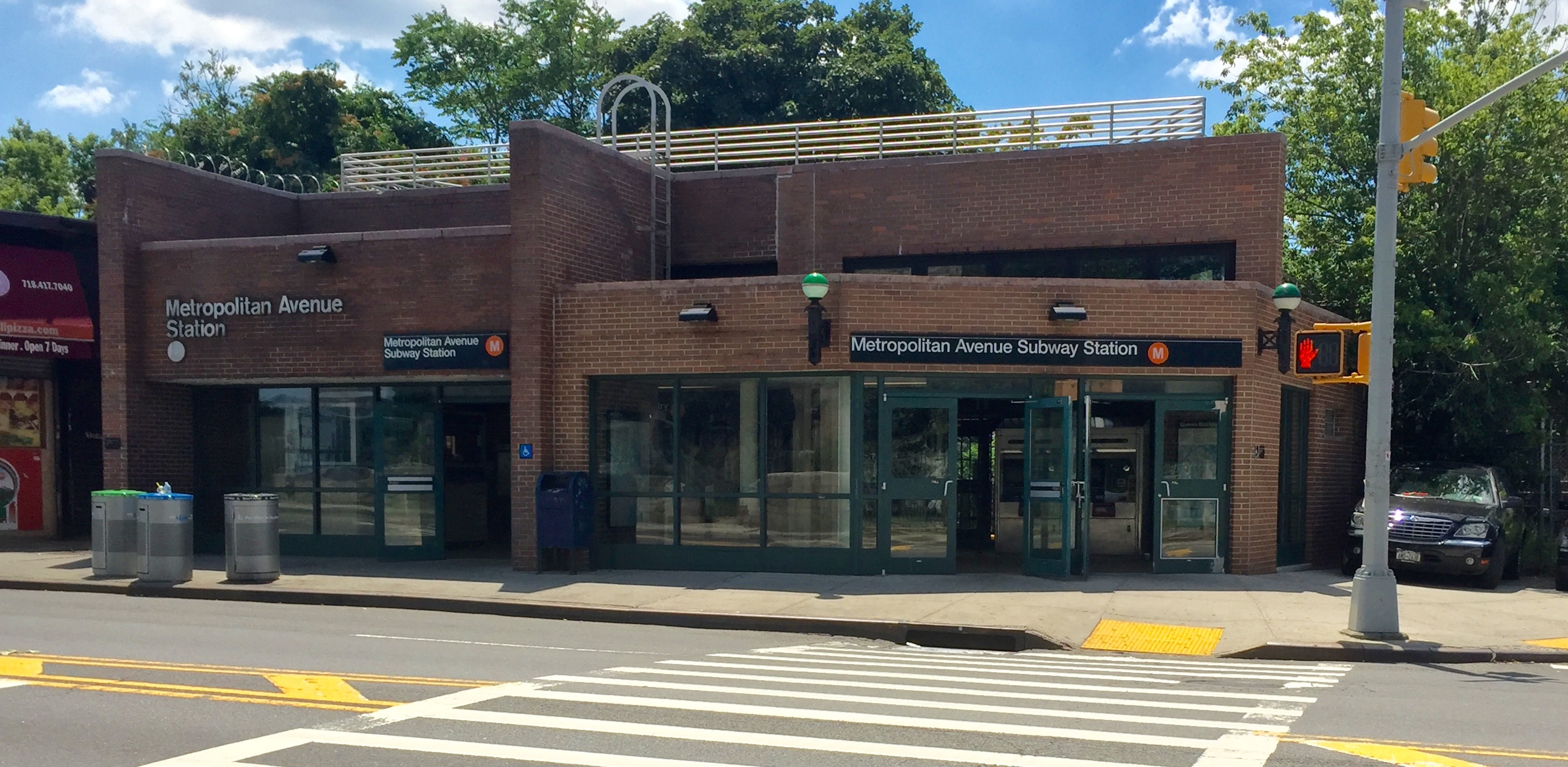
U-Bahn-Station Metropolitan Avenue

Middle Village hat eine Anbindung an das U-Bahn-Netz der New York City Subway. In der Metropolitan Avenue im Bereich des Friedhofes All Faiths Cemetery befindet sich als Endstation die Station Middle Village-Metropolitan Avenue, die mit der Linie  bedient wird. Sie führt über Bushwick und Williamsburg in Brooklyn nach Manhattan und weiter über Long Island City nach Forest Hills in Queens.
In Middle Village verkehren fünf örtliche Buslinien: die Q29 entlang der Dry Harbor Road und der 80th Street, die Q38 auf der Eliot and Penelope Avenue, die Q47 auf der 80th Street, die Q54 auf der Metropolitan Avenue und die Q67 an der 69th Street und Metropolitan Avenue. Des Weiteren verbinden die Expresslinien QM24, QM25 und QM34 den Stadtteil mit Manhattan, deren Haltestellen befinden sich in der Eliot Avenue.

## Middle Village und das organisierte Verbrechen
Middle Village war eng mit der Geschichte des organisierten Verbrechens in der Metropole verbunden. Besonders die italienisch-amerikanische Mafia, allen voran die Bonanno- und die Genovese-Familie, prägten das Viertel. Dabei war Middle Village selbst nie ein Hotspot für das organisierte Verbrechen, sondern eher ein Rückzugsort für einige hochrangige Mitglieder der Mafia, die dort Häuser besaßen.

### Die Bar „Bright Eyes“ und der Fall Macchiarole
Ein Beispiel für die Mafia-Präsenz in Middle Village ist die Geschichte um die Bar „Bright Eyes“ in der Eliot Avenue, die Treffpunkt und Operationsbasis für lokale Kriminelle war. Ihr Betreiber, John (Johnny Mac) Macchiarole, wurde 1979 in seinem eigenen Lokal ermordet – nur ein Jahr nach dem Mord an seinem Vater, Pasquale (Paddy Mac) Macchiarole, einem hochrangigen Mitglied der Genovese-Familie. Die Polizei ging davon aus, dass John in Drogengeschäfte verwickelt war und sein Tod im Zusammenhang mit Machtkämpfen innerhalb der Mafia stand. Kurz nach seiner Ermordung wurden zwei seiner mutmaßlichen Komplizen ebenfalls tot aufgefunden – ein weiteres Indiz für die Brutalität und die interne Säuberung innerhalb der Organisation.

### Mafia-Strukturen und Familien
Middle Village war nicht nur Schauplatz einzelner Verbrechen, sondern ein wichtiger Rückzugsort und Operationsgebiet für folgende Mafia-Familien:
- Bonanno-Familie: Als eine der „Fünf Familien“ New Yorks kontrollierte die Bonanno-Familie jahrzehntelang Glücksspiel, Kreditwucher und Schutzgelderpressung in Queens. Capos wie Pietro Licata lebten und operierten in Middle Village, bevor sie selbst Opfer von Gewalt wurden.[19][20][21]
- Genovese-Familie: Die Macchiarole-Familie war eng mit der Genovese-Familie verbunden und nutzte Middle Village als Basis für ihre Geschäfte, darunter auch städtische Aufträge und Recyclingfirmen, die als Fassade für illegale Aktivitäten dienten.[22][23]

### Die Giannini Crew und die Gewalt der 1990er Jahre
In den 1990er Jahren machte die sogenannte Giannini Crew (auch „Ridgewood Boys“) Middle Village, Ridgewood und Maspeth unsicher. Diese Gruppe junger, skrupelloser Krimineller war in Bankraub, Drogenhandel, Brandstiftung, Erpressung und Mord verwickelt. Sie arbeiteten oft im Auftrag oder in Kooperation mit den etablierten Mafia-Familien und schreckten vor keiner Gewalttat zurück. Besonders berüchtigt war der Doppelmord an den Drogendealern John Ruisi und Steven Pagnozzi 1992, die in einem Club in Queens erschossen und deren Leichen später verbrannt wurden.

## Friedhof St. John Cemetery

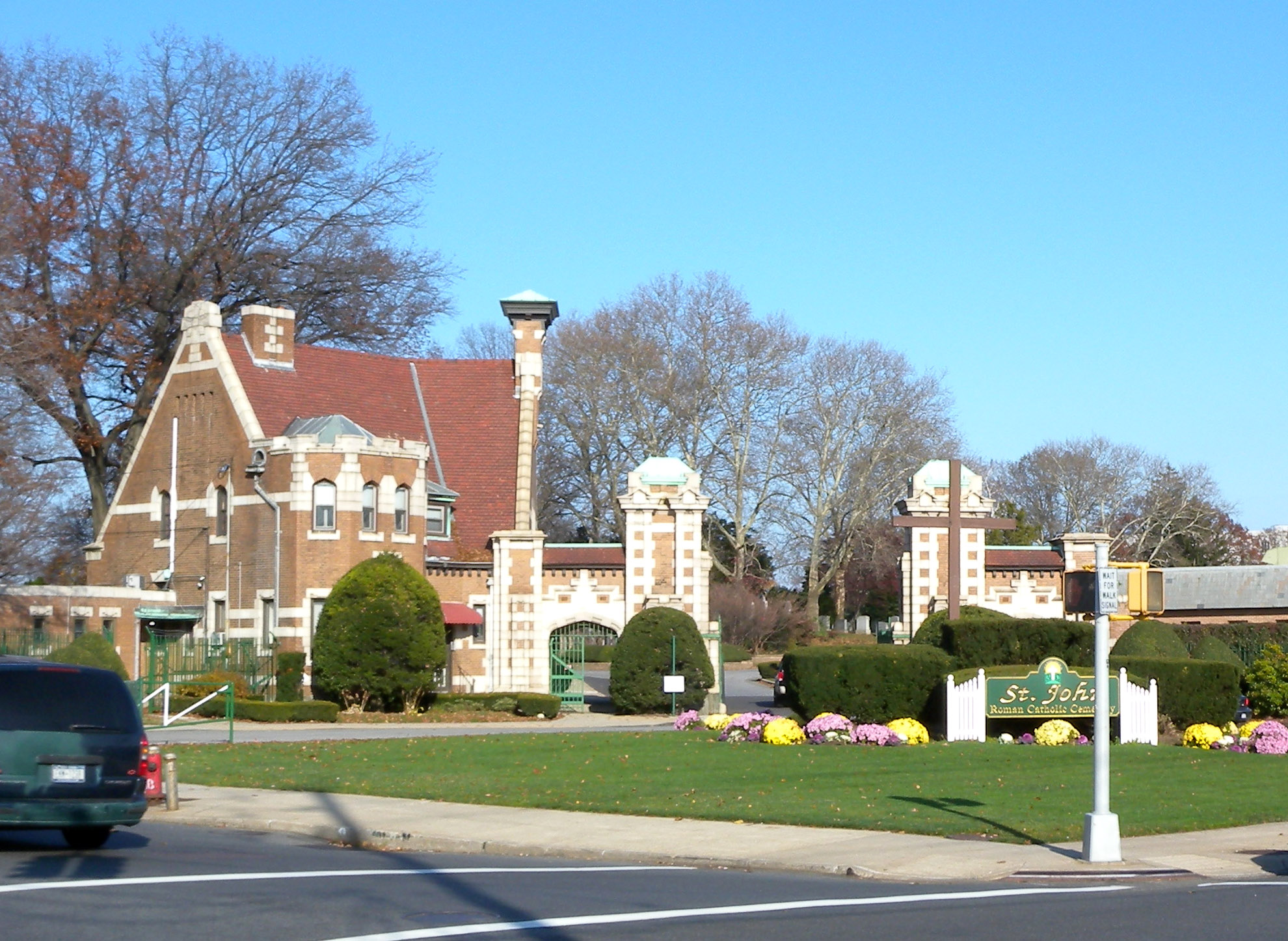
Blick nach Nordosten über die Metropolitan Avenue auf das Eingangstor des Saint John’s Cemetery, Queens

Bekannte Persönlichkeiten, die auf dem St. John Cemetery bestattet sind:
- Victor Anfuso (1905–1966), Abgeordneter im US-Repräsentantenhaus[27]

- Emile Ardolino (1943–1993), Filmregisseur und Choreograf von Dirty Dancing.[28]

- Charles Atlas (1893–1972)p Bodybuilder und Fitnesspionier.[29]

- Mario Cuomo (1932–2015), ehemaliger Gouverneur des Bundesstaates New York[30]
- Geraldine Ferraro (1935–2011), erste weibliche Vizepräsidentschaftskandidatin der Demokratischen Partei.[31]
- Robert Mapplethorpe (1946–1989), Fotograf.[32]

Bekannte Mafiosi, die hier bestattet sind:
- Joseph Colombo, Boss der Colombo-Familie[33]
- Aniello Dellacroce, Underboss der Gambino-Familie
- Roy DeMeo, Auftragsmörder der Gambino-Familie
- Frank „Sonny“ Franzese, Underboss der Colombo-Familie
- Carmine Galante, Boss der Bonanno-Familie
- Carlo Gambino, Boss der Gambino-Familie
- Vito Genovese, Boss der Genovese-Familie
- John J. Gotti, Boss der Gambino-Familie, einer der bekanntesten Mafiafiguren der USA
- Salvatore „Lucky“ Luciano, Begründer der modernen amerikanischen Mafia
- Salvatore Maranzano, früher Mafiaboss
- Joe Profaci, Boss der Profaci/Colombo-Familie
- Paul „Paulie“ Vario, Capo der Lucchese-Familie[34]

## Bekannte Söhne und Töchter der Stadt
- Nicole Bass (1964–2017), Bodybuilderin und Wrestlerin[35]
- Jack McGlynn (geb. 2003), Fußballspieler[36]
- Vincent Piazza (geb. 1976), Film-, Fernseh- und Theaterschauspieler[37]
- Joe Torre, Baseballspieler
- Mae West, Schauspielerin[9]